# Roúskio
Roúskio är ett berg i Grekland.   Det ligger i regionen Västra Grekland, i den centrala delen av landet, 140 km väster om huvudstaden Aten. Toppen på Roúskio är 1 052 meter över havet.
Terrängen runt Roúskio är kuperad söderut, men norrut är den bergig. Runt Roúskio är det ganska glesbefolkat, med 47 invånare per kvadratkilometer. Närmaste större samhälle är Aígio, 11,4 km norr om Roúskio. 